# ناتالي هيرفيه
ناتالي هيرفيه (بالفرنسية: Nathalie Hervé)‏ هي راقصة على الجليد فرنسية، ولدت في 28 مارس 1963 في تروا في فرنسا.

## وصلات خارجية
- ناتالي هيرفيه على موقع أوليمبيديا (الإنجليزية)